# نحل نداف
نحل نَدّاف (الاسم العلمي: Anthidium)، جنس حشرات من رتبة غشائيات الأجنحة وفصيلة النحل القارض. عالمية التوزيع. يقوم بستخدام راتنج الصنوبر، أو شعر النبات، أوالطين، أو المزيج من تلك المواد لبناء أعشاشه.